# Distrito de Fatehpur
Fatehpur (en hindi; फ़तेहपुर ज़िला, urdu; فتح پور ضلع)) es un distrito de India en el estado de Uttar Pradesh. Código ISO: IN.UP.FT.
Comprende una superficie de 4 152 km².
El centro administrativo es la ciudad de Fatehpur.

## Demografía
Según censo 2011 contaba con una población total de 2 632 684 habitantes.